# John Barrasso
John Anthony Barrasso III (Reading, 21 luglio 1952) è un politico statunitense, senatore per lo stato del Wyoming dal 2007 ed in precedenza senatore statale dal 2003 al 2007. Dal 3 gennaio 2025, Barrasso ricopre la carica di Whip per il proprio partito al Senato insieme al Leader e collega senatore John Thune.

## Biografia
Nato a Reading in una famiglia italoamericana, Barrasso si laureò in medicina alla Georgetown University, specializzandosi come ortopedico.
Barrasso lavorò come capo del personale del Wyoming Medical Center per svariati anni e nel frattempo si dedicò alla politica con il Partito Repubblicano. Nel 1996 si candidò al Senato, ma perse le primarie contro Mike Enzi, che venne poi eletto.
Nel 2002 Barrasso fu eletto all'interno della legislatura statale del Wyoming e vi rimase fino al 2007, quando il governatore del Wyoming lo nominò senatore al posto del defunto Craig Thomas. Barrasso venne poi confermato senatore dagli elettori l'anno seguente.
Di dichiarate origini italiane, fa parte della Italian American Congressional Delegation.
John Barrasso è considerato un repubblicano piuttosto conservatore, sebbene durante la campagna elettorale del 1996 si fosse proposto come moderato. Nel 2017 ha espresso posizioni assimilabili alla negazione del riscaldamento globale.
Barrasso è stato sposato con Linda Nix, dalla quale ha avuto due figli; nel 2008 sposò in seconde nozze la collaboratrice Bobbi Brown.